# Max Belowsky
Max Belowsky (* 13. August 1865 in Berlin; † 7. Juli 1945) war ein deutscher Mineraloge, Kustos  und Hochschullehrer.

## Leben
Er war der Sohn des Fabrikbesitzers J. Belowsky und dessen Ehefrau Marie geborene Koch. Nach dem Abitur am Gymnasium studierte er in Berlin allgemeine Naturwissenschaften, Zoologie, Botanik, Physik und Chemie, dazu speziell Mineralogie und Geologie. 1905 habilitierte er sich an der Berliner Universität in Mineralogie und Petrographie und war fortan auch als Privatdozent tätig.
Seine erste Anstellung erhielt er 1891 als Hilfsarbeiter am Mineralogisch-Petrographischen Institut und Museum der Friedrich-Wilhelms-Universität zu Berlin. 1895 wurde er dort II. Assistent und 1898 I. Assistent. Im Jahre 1901 erfolgte seine Ernennung zum Kustos des Mineralogisch-Petrographischen Instituts und Museums der Universität Berlin. 1930 trat er in den Ruhestand.
1921 wurde Max Belowsky zum außerordentlichen Professor für Mineralogie und Petrographie an der Friedrich-Wilhelms-Universität zu Berlin ernannt. Er war Mitglied der Deutschen Geologischen Gesellschaft, der Deutschen Mineralogischen Gesellschaft, der Gesellschaft für Erdkunde, des Österreichisch und Deutschen Alpenvereins, der Gesellschaft für Bibliographie zu Weimar, des Berliner Bibliophilen-Abends und des Fontane-Abends.
Wenige Wochen vor seinem 80. Geburtstag starb er durch einen Verkehrsunfall.

### Familie
Belowsky heiratete am 29. April 1915 in Berlin Marie, die Tochter des Berliner Fabrikbesitzers G. Nönnig.

## Schriften (Auswahl)
- Das Hochgebirge der Republik Ecuador. Petrographische Untersuchungen, Teil 1: West-Cordillere, Lieferung 1: Tulcan bis Escaleras-Berge. Asher, 1892
- Die Gesteine der ecuatorianischen West-Cordillere von Tulcan bis zu den Escaleras-Bergen (Nachdruck der Ausg. von 1892) Hansebooks GmbH, Norderstedt 2016.
- mit Richard Herz, Ernst Elich, Adolf Klautzsch und Alfred Prentice Young: Reisen in Süd-Amerika. Bd. I Ost-Cordillere. Die Berge des Ibarra-Beckens und der Cayambe; Bd. 2 Der Cotopaxi und die umgebenden vulkanberge: Pasochoa, Rumiñahui, Sincholagua und Quilindaña, 1896–1902.
- Beitrag zur Petrographie des westlichen Nordgrönlands. In: Zeitschrift der Deutschen geologischen Gesellschaft Bd. 58, 1905, S. 17ff.